# Physalis pringlei
Physalis pringlei ist eine Pflanzenart aus der Gattung der Blasenkirschen (Physalis) in der Familie der Nachtschattengewächse (Solanaceae).

## Beschreibung
Physalis pringlei ist eine einjährige, krautige Pflanze, die Wuchshöhen von 1 bis 1,7 m erreicht. Sie ist mit klebrigen, gelenkigen, abstehenden Trichomen unterschiedlicher Länge behaart. Einige von ihnen sind mit bräunlichen, drüsigen Köpfen besetzt. Die Blattspreite der Laubblätter ist eiförmig, nicht herzförmig, zum Blattstiel hin etwas geschmälert, manchmal auch unregelmäßig geschmälert. Sie sind meist 4 bis 8 cm lang und auf jeder Seite mit ein bis drei unregelmäßigen Zähnen oder kleinen Lappen versehen, oder aber ganzrandig. Die Blattflächen sind spärlich anliegend behaart, entlang den Blattadern ist die Behaarung stärker ausgeprägt. Die Blattstiele sind meist 1 bis 3 cm lang.
Der Kelch hat zur Blütezeit eine Länge von 7 bis 10 mm und misst an der Basis der Kelchlappen 5 bis 8 mm im Durchmesser. Die Form des Kelches ist langgestreckt oder langgestreckt-ausladend. Die Kelchlappen sind eiförmig bis lanzettlich und machen etwa ein Drittel bis die Hälfte der Länge des Kelchs aus. Die Krone ist gelb gefärbt, mit fünf etwas zerfließenden, stark verdunkelten Malen gefleckt. Zwischen den Flecken und der Ansatzstelle der Staubfäden ist die Kronröhre feinfilzig behaart. Die Krone wird 15 bis 20 mm lang und 18 bis 22 mm breit. Ihr Umriss ist leicht radförmig-fünfeckig. Die Staubbeutel sind bläulich, langgestreckt und 2,2 bis 3 mm lang. Die Staubfäden sind 3 bis 4 mm lang und unbehaart.
Die Frucht ist eine Beere, die von einem sich vergrößernden Kelch umgeben wird. Dieser ist 25 bis 40 mm lang, 18 bis 25 mm breit, eiförmig bis langgestreckt eiförmig und im Querschnitt fünfwinkelig mit dazwischenstehenden Rippen oder leichten Winkeln. Er ist ähnlich den Stängeln behaart, jedoch weniger dicht.

## Verbreitung
Die Art ist in Mexiko verbreitet.